# Чимні-Рок (Північна Кароліна)
Чимні-Рок (англ. Chimney Rock) — селище (англ. village) в США, в окрузі Рутерфорд штату Північна Кароліна. Населення — 140 осіб (2020).

## Географія
Чимні-Рок розташоване за координатами 35°27′1″ пн. ш. 82°15′24″ зх. д. / 35.45028° пн. ш. 82.25667° зх. д. (35.450191, -82.256717).  За даними Бюро перепису населення США в 2010 році селище мало площу 8,16 км², з яких 8,15 км² — суходіл та 0,01 км² — водойми. В 2017 році площа становила 8,70 км², з яких 8,69 км² — суходіл та 0,01 км² — водойми.

## Демографія
Згідно з переписом 2010 року, у селищі мешкало 113 осіб у 58 домогосподарствах у складі 32 родин. Густота населення становила 14 осіб/км².  Було 213 помешкання (26/км²).
Расовий склад населення:
| - 98,2 % — білих - 0,9 % — чорних або афроамериканців |

До двох чи більше рас належало 0,9 %. Частка іспаномовних становила 0,0 % від усіх жителів.
За віковим діапазоном населення розподілялося таким чином: 17,7 % — особи молодші 18 років, 53,1 % — особи у віці 18—64 років, 29,2 % — особи у віці 65 років та старші. Медіана віку мешканця становила 53,3 року. На 100 осіб жіночої статі у селищі припадало 105,5 чоловіків;  на 100 жінок у віці від 18 років та старших — 106,7 чоловіків також старших 18 років.
За межею бідності перебувало 16,2 % осіб, у тому числі 0,0 % дітей у віці до 18 років та 13,0 % осіб у віці 65 років та старших.
Цивільне працевлаштоване населення становило 44 особи. Основні галузі зайнятості: роздрібна торгівля — 22,7 %, виробництво — 20,5 %, мистецтво, розваги та відпочинок — 20,5 %.